# Alex Pedrazzini
Alex Pedrazzini, né le 6 octobre 1951 à Mendrisio (originaire de Campo [Vallemaggia]) et mort le 11 octobre 2021 à Bellinzona, est une personnalité politique tessinoise, membre du Parti démocrate-chrétien (PDC). Il est membre du Conseil d'État du canton du Tessin de 1991 à 1999.

## Biographie
Alessandro Pedrazzini, connu sous le nom d'Alex Padrazzini, naît le 6 octobre 1951 à Mendrisio, dans le sud du Tessin. Il est originaire d'une autre commune tessinoise, Campo, dans le district de Vallemaggia. Son père est Armando Pedrazzini, sa mère Mariangela Mombelli.
Après ses études secondaires à Mendrisio et Ascona, au collège Bartolomeo Papio, il étudie le droit à l'Université de Lausanne. Il y obtient un doctorat en droit en 1983, avec une thèse portant sur l'euthanasie,. Il est membre du comité de l'association catholique d'étudiants Lepontia cantonale, rattachée à la Société des étudiants suisses.
En 1977, il est engagé comme juriste au Département tessinois de la justice, dirigé par Flavio Cotti. En 1984, il est nommé directeur du pénitencier de La Stampa. Il reste à ce poste jusqu'en 1987. Il déménage ensuite dans le canton de Vaud, où il prend la tête des établissements pénitentiaires vaudois jusqu'en 1991. Il travaille également un temps au Texas, toujours dans le domaine pénitentiaire. Consultant international dans le domaine de la sécurité, il contribue à la mise sur pied d'une police multiethnique en Bosnie-Herzégovine, réalise plusieurs études sur le système carcéral des cantons de Neuchâtel, de Genève et du Valais et des rapports sur la sécurité, notamment de l'Exposition nationale suisse de 2002,.
Pendant ses mandats au gouvernement tessinois, il participe en tant que brancardier bénévole à plusieurs pèlerinages à Lourdes en 1993, 1994 et 1996. À partir de 1999, il préside la fondation humanitaire Arcobaleno, qui développe des projets en faveur des enfants en Asie.
Résidant à Bellinzone, il meurt le 11 octobre 2021 à Bellinzona, au terme d'une brève maladie.

## Parcours politique
Membre du PDC, il fait ses premières expériences politiques de 1987 à 1990 au Conseil communal (législatif) de Cugy,. 
En 1991, il est élu au Conseil d'État du canton du Tessin. Il y est réélu en 1995. D'abord à la tête du Département de l'intérieur, de la justice et de la police, puis de celui des institutions de 1992 à 1999, il dirige notamment le dossier des fusions communales et celui de la révision de la Constitution, acceptée par le peuple en décembre 1997. Lors de son second mandat, ses différends avec les conseillers d'État Marina Masoni et Marco Borradori au sujet de la construction d'une usine d'incinération de déchets à Giubasco, contre laquelle il soutiendra en 2006 le lancement d'une initiative populaire cantonale déclarée irrecevable, lui valent le surnom de monello (enfant terrible). Il s'engage tout particulièrement en faveur de la protection de l'enfance et contre la pédocriminalité : il soutient ainsi l'association Demetra de lutte contre les abus sexuels commis sur les enfants, dont il devient directeur, Terre des hommes, dont il est nommé membre du conseil de fondation, et l'association Marche Blanche. Il décide de ne pas se représenter en 1999, alors qu'il est évoqué pour succéder à Flavio Cotti au Conseil fédéral. À nouveau candidat en 2007, il n'est cette fois pas élu,. 
Il est membre du Conseil communal (législatif) de Giubiasco de 2000 à 2005.
En 2003, il est élu au Grand Conseil du canton du Tessin. Il y siège pendant quatre législatures, jusqu'en mai 2019.